# Rhys McClenaghan
Rhys McClenaghan (* 21. Juli 1999 in Antrim, Nordirland) ist ein irischer Turner. Am Pauschenpferd wurde er 2022 und 2023 Weltmeister sowie 2024 Olympiasieger.

## Herkunft
McClenaghan wurde in der nordirischen Stadt Antrim in Nähe von Belfast geboren. Im Rahmen des Karfreitagsabkommens besitzt er sowohl die irische als auch die britische Staatsangehörigkeit. In Wettbewerben repräsentiert er, die Commonwealth Games ausgenommen, Irland. Für die Commonwealth Games 2022 erteilte die FIG die Genehmigung erst nach Protest und einem Hinweis auf die spezielle Rolle des Karfreitagsabkommens.

## Karriere
Im Jahr 2018 nahm McClenaghan an den Commonwealth Games 2018 in Sydney teil. Am Pauschenpferd gewann er vor Max Whitlock, dem Olympiasieger von 2016, die Goldmedaille. Bei den Europameisterschaften in Glasgow gewann er ebenfalls Gold, wodurch er als erster Ire das Podium einer Europameisterschaft im Turnen erreichte.
Durch seinen Erfolg bei den Weltmeisterschaften 2019 (Bronze) sicherte sich McClenaghan einen Startplatz für die Olympischen Spiele 2020. Dort erreichte er mit dem zweiten Platz in der Qualifikation das Finale am Pauschenpferd. In diesem wurde er Siebter, während Whitlock seinen Olympiasieg wiederholte.
Bei den Weltmeisterschaften 2022 gewann McClenaghan eine Goldmedaille, wodurch er der erste Turn-Weltmeister in der Geschichte Irlands wurde. Ende 2022 wurde er daraufhin durch die BBC als Nordirlands Sportler des Jahres ausgezeichnet.
Bei den Olympischen Spielen 2024 in Paris gewann er die Goldmedaille am Pauschenpferd.

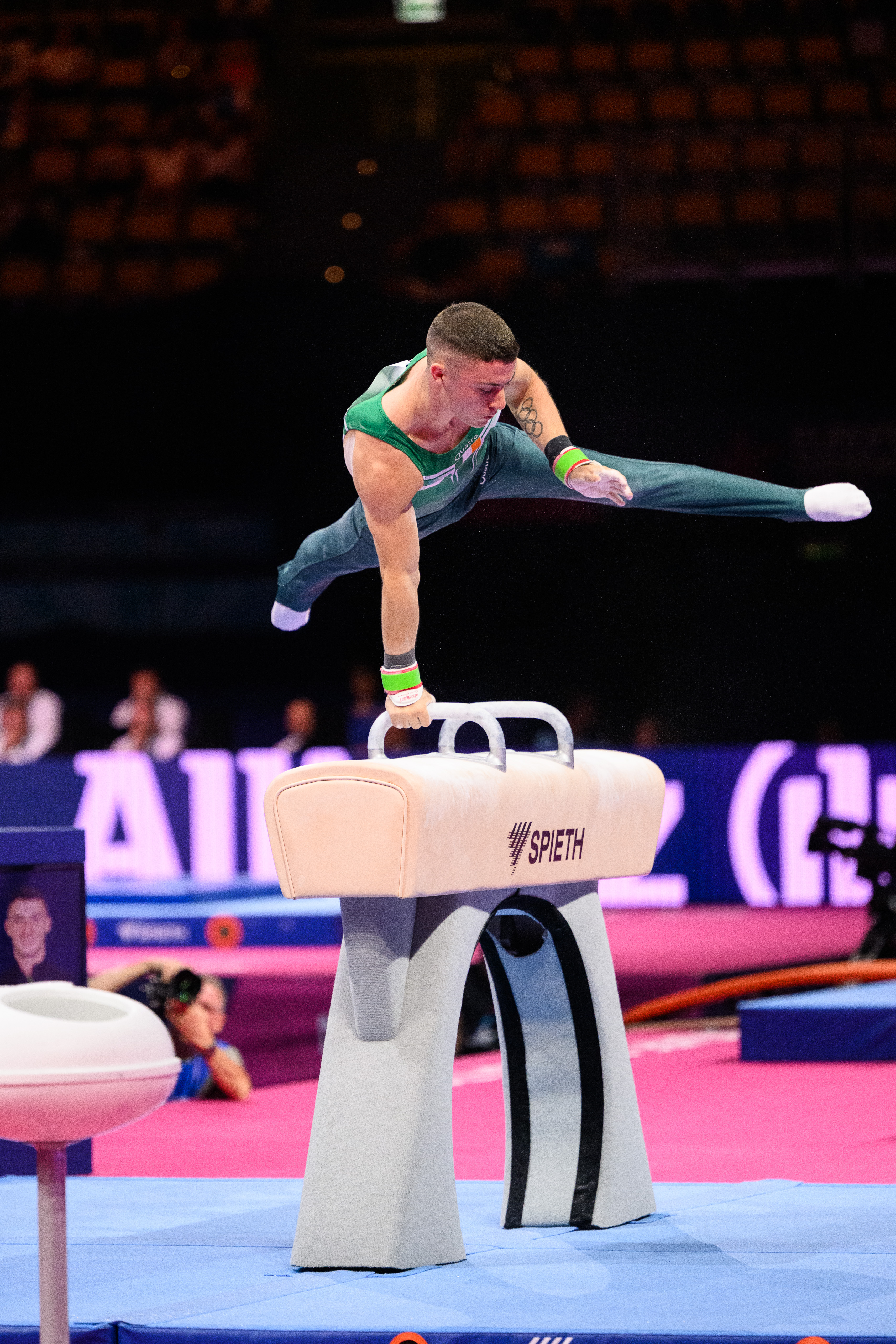
McClenaghan am Pauschenpferd bei der EM 2022